# Ципанович, Василий Андреевич
Василий Андреевич Ципанович (12 (25) августа 1902, село Шаровка, Подольская губерния, Российская Империя — 2 апреля 1961, Москва) — советский военачальник, вице-адмирал. Депутат Верховного Совета УССР 4-го созыва. Кандидат в члены ЦК КПУ (1952—1956).

## Биография
Украинец. С 1924 года служил в Военно-морском флоте СССР. С декабря 1924 до октября 1926 года учился в Машинной школе в Севастополе.
В 1925 году стал членом ВКП(б).
С октября 1925 по декабрь 1927 года — младший командир-машинист, а с января 1928 по ноябрь 1929 года — политрук роты Морских сил Чёрного моря. В ноябре 1929 — октябре 1932 г. — слушатель параллельных классов при Военно-морском училище имени М. В. Фрунзе.
В октябре 1932 — декабре 1934 гг. — начальник подготовительного курса, командир роты, командир артиллерийской группы, одновременно преподаватель истории стрельбы Военно-морского училища имени М. В. Фрунзе. В декабре 1934 — апреле 1938 гг. учился на командном факультете Военно-морской академии имени К. Е. Ворошилова.
В феврале 1938 — феврале 1939 гг. — советский военный советник при командире Военно-морской базы Картахена республиканского флота Испании. В феврале — августе 1939 г. — комендант Совгаванского укрепленного района Тихоокеанского флота. В августе 1939 — июне 1941 гг. — начальник штаба Северной Тихоокеанской военной флотилии. В июне 1941 — августе 1945 гг. — командир Владимиро-Ольгинской Военно-морской базы Тихоокеанского флота.
Участник Великой Отечественной войны. В августе 1945 — 1950 гг. — командир Военно-морской базы Порт-Артур Тихоокеанского флота (Китай).
В мае 1950—апреле 1952 гг. — начальник штаба — 1-й заместитель командующего 7-м Военно-морским флотом СССР. В мае — сентябре 1952 г. — в распоряжении Управления кадров ВМС СССР.
В сентябре 1952 — сентябре 1955 гг. — командующий Дунайской военной флотилией СССР. 
В сентябре 1955 — январе 1956 гг. — в распоряжении Главнокомандующего ВМФ СССР. С января 1956 года — в отставке.
Скончался 2 апреля 1961 года в Москве на 59-м году жизни. Похоронен на Новодевичьем кладбище.

## Воинские звания
- контр-адмирал (5.11.1944)
- вице-адмирал (27.01.1951)

## Награды
- орден Ленина (1950)
- четыре ордена Красного Знамени (1943, 1944, 1945, 1955)
- орден Нахимова 2-й степени (1946)
- китайский орден
- орден Государственного Знамени 2-й степени (КНДР)
- медали